# Холоднокровний кінь

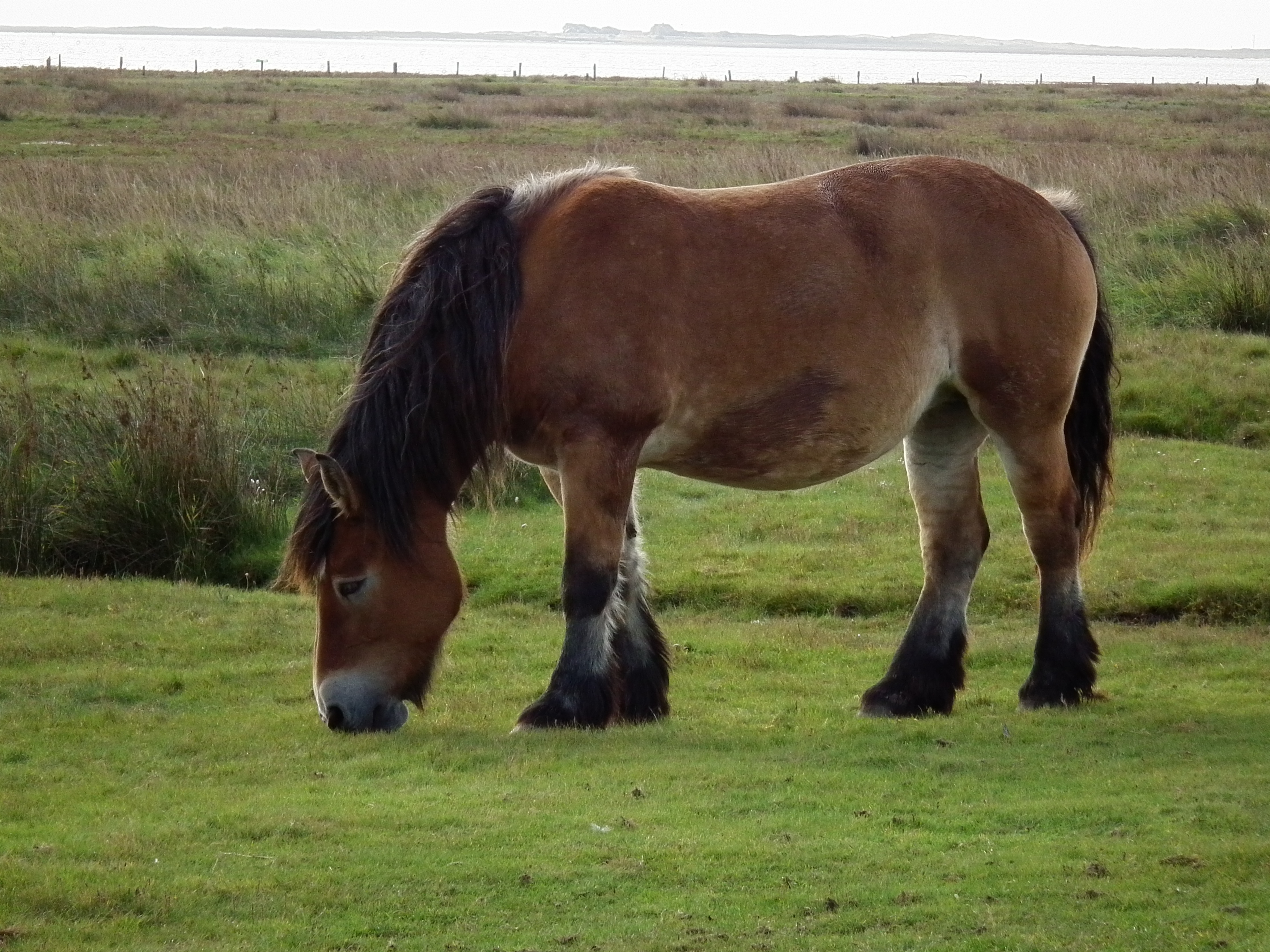
Холоднокровний кінь

Холоднокровні коні - це ненауковий термін у конярстві, характеризує сильних і масивних коней, що відрізняються від теплокровних темпераментом і статурою. Зазвичай вони спокійніші, менш активні та сильніші. Це робочі коні, які використовуються, в тому числі, для сільськогосподарських і транспортних робіт, як тяглові коні. Зазвичай вони рухаються найповільнішим алюром. Холоднокровних коней розводять без впливу крові теплокровних коней або з її невеликою кількістю. Деякі породи, які знаходяться на кордоні між тягловими кіньми та поні, мають ознаки обох типів.
Найбільш відомі породи холоднокровних коней :
- Шайр
- Першерон
- Бельгійський кінь
- Арденський кінь

## Походження
Холоднокровні коні походять від лісового коня з Північної Європи - тварини з потужною статурою, густою шерстю і повільною ходою. Цей кінь пережив льодовиковий період і був одомашнений близько 3000 років тому. У середні віки ці коні служили для верхової їзди для лицарів у важких обладунках; з часом вони започаткували розвиток сучасних тяглових коні в Європі.

## Дивись також
- Теплокровний кінь
- Поні
- Породи коней